# Luis Francisco Cuéllar
Luis Francisco Cuéllar Carvajal (22 de diciembre de 1940-21 de diciembre de 2009) fue un ganadero y político colombiano.
Fue gobernador de Caquetá para el periodo 2008-2011, no logró terminar su periodo ya que fue secuestrado y asesinado por la guerrilla de las Fuerzas Armadas Revolucionarias de Colombia - Ejército del Pueblo (FARC-EP).

## Biografía
Luis Francisco Cuéllar Carvajal nació el 22 de diciembre de 1940 en Timaná (Huila). Se radicó en Morelia (Caquetá) en 1954, dedicándose a la agricultura y la ganadería.
Cuéllar fue secuestrado por primera vez en 1987 cuando el Frente 3 de las FARC-EP se presentó en su finca. El grupo de guerrilleros lo estaba esperando en la entrada a su finca y le cerraron el paso en un portón. Fue liberado luego de pagar una suma no determinada de dinero. Desde 1987 Cuéllar fue víctima de secuestro en cinco ocasiones.
Fue secuestrado nuevamente por las FARC-EP el 30 de mayo de 1990 junto a su esposa Imelda Galindo cuando se dirigía a una finca de su propiedad. Fue dejado en libertad tiempo después luego de pagar por su libertad. Dos meses después, cuando realizaban contactos para su liberación, fueron retenidos por el mismo grupo su esposa y su hermano, el comerciante Orlando Cuéllar, quien fue liberado días después.
Cuéllar fue elegido alcalde del municipio de Morelia y sufrió nuevamente un secuestro en octubre de 1995 por las FARC-EP, estando en funciones. Fue secuestrado en paraje cerca a la cabecera municipal. Cuéllar había sido operado en la rodilla y el exceso de caminatas y viajes en semovientes durante el secuestro lo afectaron dejándole una dolencia permanente. Fue secuestrado junto a su esposa Himelda Galindo, su cuñada Inés Galindo y su conductor, y permaneció siete meses en cautiverio. Fue dejado en libertad después de pagar una suma no determinada de dinero.
Dos años después, en el mes de junio de 1997, Cuéllar fue secuestrado por cuarta vez con fines extorsivos por las FARC-EP. Al momento del secuestro, Cuéllar públicamente abogó por el "acuerdo humanitario" planteado por las FARC-EP. Cuéllar esperaba terminar pronto su gobierno, por lo que acompañó a familiares de algunos familiares de secuestrados y relató sus experiencias como secuestrado en la selva, asegurando que no sería víctima otra vez del secuestro.

En 1999 volvieron a plagiarlo, fue en la vereda Victoria de Belén de los Andaquíes cuando el Frente 39 de las FARC-EP se lo llevó. Nuevamente tuvieron que pagarle a las FARC-EP por su rescate. Cuéllar fue diputado por el mismo departamento en el periodo 2000-2003.

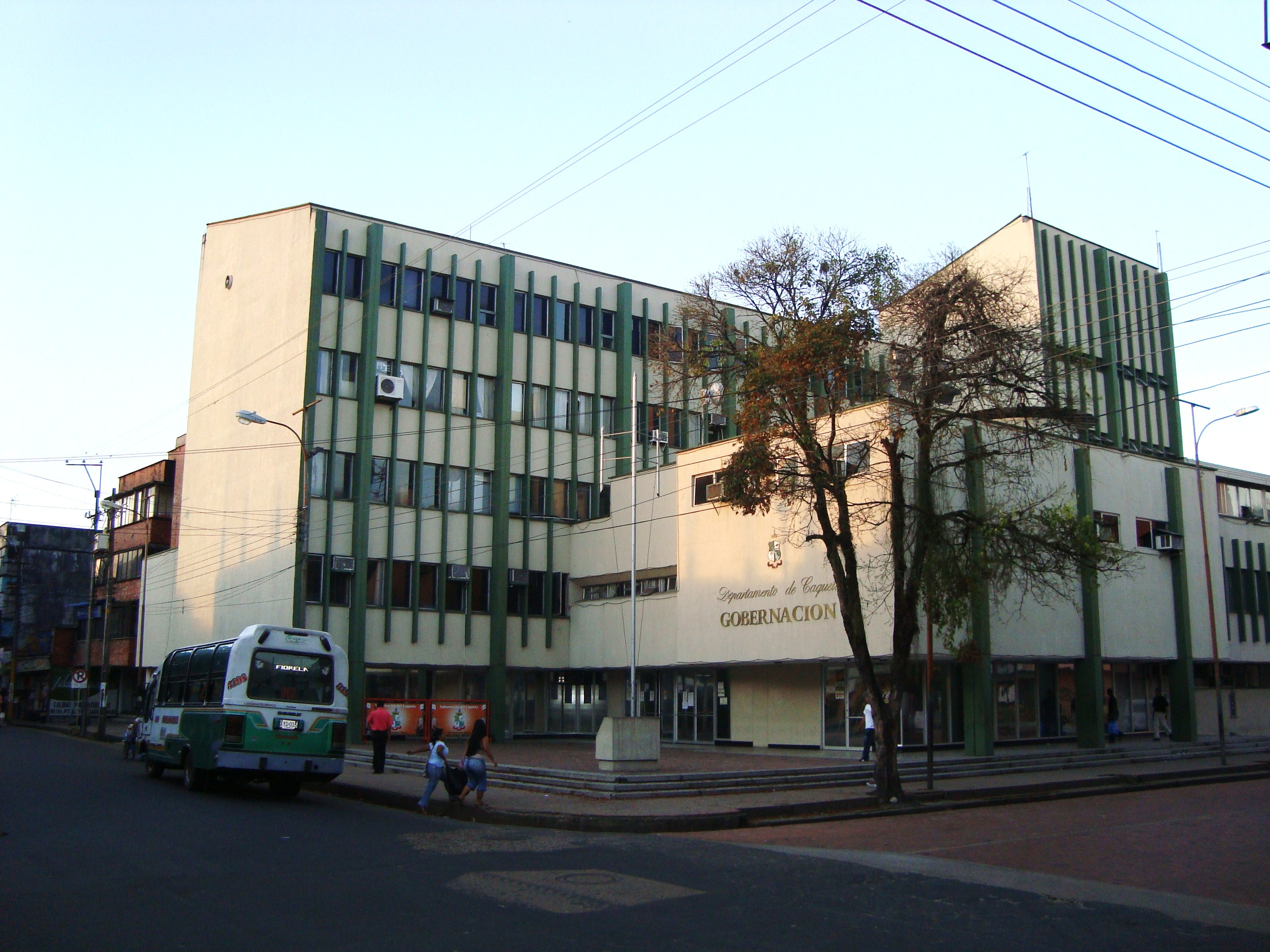
Edificio de la Gobernación del Caquetá.

### Gobernador del Caquetá
Cuéllar fue candidato a gobernador del Caquetá por el partido Alianza Social Indígena y fue elegido el 28 de octubre, con 35 mil 780 votos en las elecciones regionales de Colombia de 2007. Cuéllar resultó ganador tras vencer a Omar Varón Gómez del Partido Verde Opción Centro, Mary Jurado Palomino del Polo Democrático Alternativo, 
Gerardo Antonio Castrillón Artunduaga del Partido de la U, Álvaro Pacheco Álvarez del Partido Liberal Colombiano, Gustavo Ortega Castro del Partido Conservador Colombiano, Gustavo Adolfo Cabrera Silva de Colombia Democrática y Nelcy Almario Rojas del Movimiento Nacional Afrocolombiano (esta última hermana del congresista Luis Fernando Almario).
El gobernador Cuéllar realizó la entrega del laboratorio de Salud Pública para el Caquetá, ubicado frente al Hospital María Inmaculada de la ciudad de Florencia, en compañía del ministro de Protección Social, Diego Palacio Betancourt y de todos los funcionarios del Instituto Departamental de Salud en cabeza de su director José Fernando Marles. La obra fue ejecutada por el consorcio A&V por un costo total de COP$943 millones. Otra obra reconocida por la comunidad fue la entrega de varios polideportivos para colegios del departamento como el realizado en la Normal Superior de Florencia por un costo de $149 millones. Además la gobernación del Caquetá siempre se preocupó por las vías secundarias del departamento las cuales trato de recuperar en su mayoría.
Secretarios
Fue el gabinete departamental del gobernador Cuéllar:
- Secretaria General: Olga Patricia Vega Cedeño
- Secretario de Gobierno de Caquetá: Edilberto Ramón Eldo
- Secretario de Hacienda: Gerardo Castrillón Artunduaga
- Secretario de Transporte: Hernán Camilo León Echeverry
- Secretario de Educación: Fabio Andrés Dussan Alarcón
- Secretario de Agricultura: Wberty Arenas Rojas
- Secretario de Planeación: Alffy Ayerbe Ramos

#### Cuestionamientos por paramilitarismo
El 26 de marzo de 2009, Cuéllar rindió versión libre ante la Fiscalía 11 de Bogotá por acusaciones de presuntos vínculos con el grupo paramilitar Autodefensas Unidas de Colombia (AUC), el cual se desmovilizó en el 2006. Cuéllar fue acusado por un exjefe paramilitar llamado Luis Alberto Medina Salazar, alias ‘Cristo Malo’de haber financiado con 200 millones de pesos al grupo ilegal, de ser autor intelectual del asesinato de 12 personas, incluyendo a una reina de belleza. Cuéllar rindió cuentas voluntariamente y dijo que jamás había dado dinero a dicho grupo, y que nunca podría tener dicha cantidad de dinero, lo que demostró con sus extractos bancarios. En cuanto a los asesinatos dijo que jamás ordenaría o participaría en el asesinato de alguna persona.

## Secuestro y muerte
El 21 de diciembre de 2009, a las aproximadamente 10:15 PM (UTC-5) fue secuestrado por un comando armado de las FARC-EP, tras un ataque a su residencia en Florencia (Caquetá). Según su esposa Imelda Galindo, Cuéllar estaba enfermo de una pierna y de la columna vertebral en el momento del secuestro.
La residencia del gobernador, ubicada en el barrio Pablo VI fue atacada por un grupo de entre 15 y 18 hombres que vestían uniformes del Gaula del Ejército Nacional (Grupo Anti Secuestro) y que volaron la puerta de entrada de la casa de Cuéllar con una granada, tras matar a un patrullero de la Policía Nacional que cumplía las labores de escolta y herir a otros dos. Al policía, lo arrodillaron, y lo ametrallaron en la cabeza y cuerpo con una min-uzi), dejando a una esposa viuda, y a una niña de 5 años, sin padre.
Miembros de las fuerzas publica reportaron a finales de octubre de 2009 que Hernán Darío Velásquez El Paisa había hecho una solicitud de insignias para uniformes de la fuerza pública, tras incautarle material a alias James Patamala segundo al mando de la Columna Móvil Teófilo Forero de las FARC-EP y dado de baja en la misma operación.
El presidente Álvaro Uribe fue informado de los hechos y delegó al comandante de las Fuerzas Militares, general Freddy Padilla De León y al director de la Policía Nacional de Colombia, general Óscar Naranjo para coordinar de los operativos de persecución y rescate. Según el diario El País "escuadrones móviles de Carabineros establecieron contacto con los rebeldes, registrándose intensos combates en las afueras de Florencia (...) Aviones especializados fueron movilizados igualmente en la búsqueda de los guerrilleros y del funcionario secuestrado (...) Extraoficialmente se informó que Cuéllar Carvajal fue escoltado por un grupo de 50 o 60 alzados en armas en su afán por trasladarlo hasta la zona selvática".
El 22 de diciembre el ministro de Defensa, Gabriel Silva Luján anunció antes de viajar a coordinar las operaciones de búsqueda que el gobierno ofrecía mil millones de pesos por información que permita liberación de gobernador de Caquetá.
Las autoridades colombianas lograron ubicar un vehículo con el que se habría perpetrado el secuestro en el sector conocido como las parcelaciones, parte alta del barrio bello horizonte y la vereda alto Brasil. Según la revista Semana un miembro de las fuerzas especiales del Ejército de Colombia encontró el cadáver de Cuéllar en un paraje conocido como El Salao, vereda Sebastopol, a las afueras de la ciudad de Florencia. El cadáver estaba degollado, boca abajo, cargado de explosivos y en una zona minada. Cerca del sitio también fue encontrada una camioneta incinerada.

#### Consecuencias
Tras el asesinato de Luis Francisco Cuéllar, el gobierno del presidente Uribe designó nuevamente a Olga Patricia Vega Cedeño como gobernadora encargada. Mientras tanto, el Movimiento Social Indígena, que avaló al mandatario asesinado, debió enviar una terna al presidente para reemplazarlo temporalmente y el mismo decreto se convocará a nuevas elecciones para gobernador departamental del Caquetá.
El gobierno colombiano acusó al jefe de las FARC-EP, Milton de Jesús Toncel Redondo alias Joaquín Gómez de ser el autor intelectual del secuestro y asesinato del gobernador Cuéllar, mientras que se le atribuyó la acción a la Columna Móvil Teófilo Forero (CMTF), unidad del grupo guerrillero. Por su parte, un columnista del sitio de internet Anncol, que difunde comunicados de las FARC, negó que hubieran sido las FARC los autores del asesinato al gobernador, pero el 5 de enero de 2010, las FARC-EP emitieron un comunicado en el que reconocían que habían sido los autores del crimen.
El 6 de enero de 2010, Hernán Darío Velásquez El Paisa, miembro de la CMTF, fue capturado por las autoridades colombianas. Al parecer fue el individuo que planeó el secuestro y asesinato de Cuéllar. Además de diseñar una maqueta de la casa de Cuéllar para el plan, fue también quien asesinó al policía que escoltaba al gobernador.
El 28 de mayo de 2010 fue capturado en Bogotá, Duván Calderón Parra, alias Correcaminos, miembro de la CMTF. El 7 de octubre de 2010. Un juzgado lo declaró penalmente responsable en calidad de coautor en los delitos de homicidio agravado en concurso homogéneo, secuestro extorsivo, perfidia y rebelión, por ser miembro de las FARC y secuestrar y dar muerte al gobernador Cuéllar.

#### Reacciones
El congresista Gustavo Petro pidió al presidente Uribe, que se denunciara el secuestro de Cuéllar ante la Corte Penal Internacional (CPI). Por su parte, Amnistía Internacional (AI) condenó el secuestro y asesinato del gobernador Cuéllar; "Las autoridades colombianas deben garantizar que los responsables del secuestro y el asesinato del gobernador Cuéllar son llevado ante la Justicia".